# Assurance automobile
Une assurance automobile est une assurance qui couvre les dommages causés « avec » ou « à » un véhicule automobile.

## Mises en œuvre nationales

### Union européenne
Dans l'Union européenne, l'assurance automobile est encadrée par la directive 2009/103/CE du 16 septembre 2009 concernant l’assurance de la responsabilité civile résultant de la circulation de véhicules automoteurs et le contrôle de l’obligation d’assurer cette responsabilité.
Plus récemment, un projet d'amendement vise à assouplir cette réglementation pour les véhicules à faible risque (gyropodes, trottinettes) et à combler des lacunes dans d'autres domaines, par exemple par un contrôle automatique sans arrêt du véhicule contrôlé à la frontière, par reconnaissance des plaques d'immatriculation,,.

### Afrique du Sud
L'assurance automobile n'est pas obligatoire en Afrique du Sud. Le gouvernement a mis en place une taxe sur le carburant pour indemniser les blessés à la suite d'un accident de la circulation. Pour les passagers du véhicule responsable, l'indemnité est limitée à 25 000 rands, et illimitée dans le cas contraire.
Les dommages causés aux véhicules ne sont pas pris en charge dans ce système. Les compagnies d'assurances peuvent proposer des assurances responsabilité civile, vol incendie ou dommages tout accident en complément.

### France
Une assurance automobile en France est une assurance de principe indemnitaire destinée aux véhicules terrestres  à moteur assurés en France et circulant sur le territoire français comme dans l'Espace économique européen ou dans la zone carte verte.
Elle est obligatoire depuis 1958 et est régie par le code des assurances. Son but principal est d'apporter un soutien financier face aux pertes subies par un assuré ou une personne tierce, notamment lors d'un accident de la route, mais aussi pour des dommages subis en dehors de la circulation.
Les formes de contrats comme les garanties proposées par les compagnies d'assurances sont variées. Chaque contrat souscrit est propre à une situation. Que ce soit le véhicule, les garanties choisies, le souscripteur ou la compagnie d'assurance.
Les contrats d'assurance ne produisent leurs effets que lors de la survenance d'un sinistre assuré. Dans ce cas, l'indemnisation est faite en tenant compte de la déclaration de l'assuré, du constat amiable complété, du rapport de l'expert mais aussi des clauses du contrat.

### Québec
Au Québec, la Société de l'assurance automobile du Québec (SAAQ) administre le régime public d'assurance automobile, et  indemnise tout résident québécois pour les dommages corporels subis dans un accident d'auto, peu importe où dans le monde. 
Également, la Loi sur l'assurance automobile oblige le propriétaire d'un véhicule à souscrire une assurance responsabilité civile d'au moins 50 000 dollars canadiens. Cette assurance couvre les dommages corporels et matériels aux tiers, peu importe la nature de l'accident (responsable ou non-responsable). Selon le contrat standard mis en place par le gouvernement, cette assurance se retrouve au Chapitre A (responsabilité civile) de tout contrat d'assurance.
Par la suite, un propriétaire le désirant peut également souscrire à une couverture additionnelle pour les dommages causés à son propre véhicule lors d'accidents responsables. Finalement, des avenants peuvent également s'ajouter au Chapitre B pour compléter la couverture.
L'assurance permet de circuler au Canada et aux États-Unis selon les critères de souscription de l'assureur.
Le tarif est fonction des informations du Fichier central des sinistres automobiles (FCSA) et du dossier de la Société de l'assurance automobile du Québec (SAAQ) pour les points d'inaptitude.

### Royaume-Uni
L'assurance automobile est obligatoire dans l'ensemble du Royaume-Uni. La garantie minimale exigée pour conduire une voiture est la couverture de la responsabilité civile du conducteur, qui équivaut à la responsabilité civile en France[pas clair]. Ainsi, dans le cas où un conducteur se retrouve victime d'un sinistre sans en porter la responsabilité, il lui est possible de réaliser une réclamation à un tiers pour couvrir les dommages corporels ou matériels subis.
Au Royaume-Uni, certaines erreurs des conducteurs peuvent invalider l'assurance. Il s'agit notamment de conduite en talons hauts ou en tongs, du non-verrouillage du véhicule, du manque d'entretien du véhicule, du manquement au contrôle technique, des animaux se déplaçant dans le véhicule, du prêt du véhicule à un ami ou à un membre de la famille, des objets attachés au rétroviseur intérieur, du non-paiement de taxes et de la sous-évaluation de la distance quotidienne parcourue.